# Torbato
Die Weißweinsorte Torbato stammt aus Sardinien. Dort wird jedoch vermutet, dass sie schon im Mittelalter während der Besatzungszeit von Spanien nach Sardinien gelangte. In Frankreich war sie früher unter dem Namen Tourbat im Languedoc-Roussillon stark verbreitet, war aber zu Beginn des 20. Jahrhunderts nahezu vollständig verschwunden. Im Jahr 1973 wurden wieder Setzlinge aus Sardinien eingeführt. Durch die Tatsache, dass die Sorte in den Appellationen Côtes du Roussillon und Banyuls zugelassen ist, erholten sich die Bestände wieder auf ca. 50 Hektar.
Auf der italienischen Insel Sardinien wird sie heute unter dem Namen Torbato auf ca. 30 Hektar fast ausschließlich bei Alghero in der Provinz Sassari angebaut. Aus Torbato wird ein goldgelber, körperreicher, duftiger Wein mit ausgeprägter Säure gekeltert.
Siehe auch die Artikel Weinbau in Frankreich, Weinbau in Italien sowie Weinbau in Spanien sowie die Liste von Rebsorten.
Synonyme: Canina oder Caninu, Cuscosedda Bianca, Malvoisie des Pyrénées-Orientales, Malvoisie du Roussillon, Malvoisie Tourbat, Razola, Torbat, Torbato bianco, Tourbat, Turbato, Trubat iberico, Turbau.

## Ampelographische Sortenmerkmale
In der Ampelographie wird der Habitus folgendermaßen beschrieben:
- Die Triebspitze ist offen. Sie ist weißwollig behaart. Die Triebspitze ist weißgrünlich gefärbt mit karminrotem Anflug. Die Jungblätter sind leicht wollig  behaart und von gelb-grünlicher Farbe und bronzefarbenem Blattrand.
- Die mittelgroßen bis großen Blätter sind fünflappig und mitteltief gebuchtet. Die Stielbucht ist lyrenförmig offen. Das Blatt ist stumpf gezahnt. Die Zähne sind im Vergleich zu anderen Sorten mittelgroß. Die Blattoberfläche (auch Blattspreite genannt) ist leicht blasig strukturiert.
- Die walzenförmige Traube ist mittelgroß und lockerbeerig. Die ovalen Beeren sind mittelgroß und von weißlicher Farbe. Die Beeren sind sehr saftig.

Die mäßig wuchskräftige Rebsorte reift etwa 30 Tage nach dem Gutedel und gilt somit als spät reifend. Die Erträge sind meist hoch, so dass durch eine gezielte Reberziehung eine Ertragsminderung durchgeführt werden muss, um gute Weinqualitäten zu erzielen. Sie ist anfällig gegen den Echten Mehltau.